# Журі

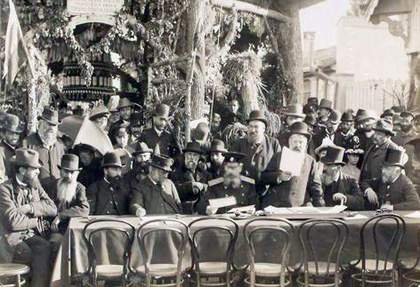
Журі сільськогосподарської виставки 1889 року в Кишиневі

Журі́ (жюрі; від лат. juro «присягаю») — група людей, що займається присудженням премій, нагород та інших відзнак на конкурсах, виставках, змаганнях та інших заходах, оцінюючи роботи або осіб чи колективи, що змагаються за ці премії.

## Формування журі
Зазвичай журі формується з експертів та фахівців з тематики заходу, часто переможців попередніх подібних заходів. Однак, часто запрошуть не стільки компетентих (в конкретній тематиці) людей, а якомога відоміших, щоб зробити свій конкурс престижнішим і популярнішим. Інколи до журі залучаються політики чи бізнесмени, які, в свою чергу, допомагають конкурсу матеріально чи іншими способами.